# Ponte della Paglia

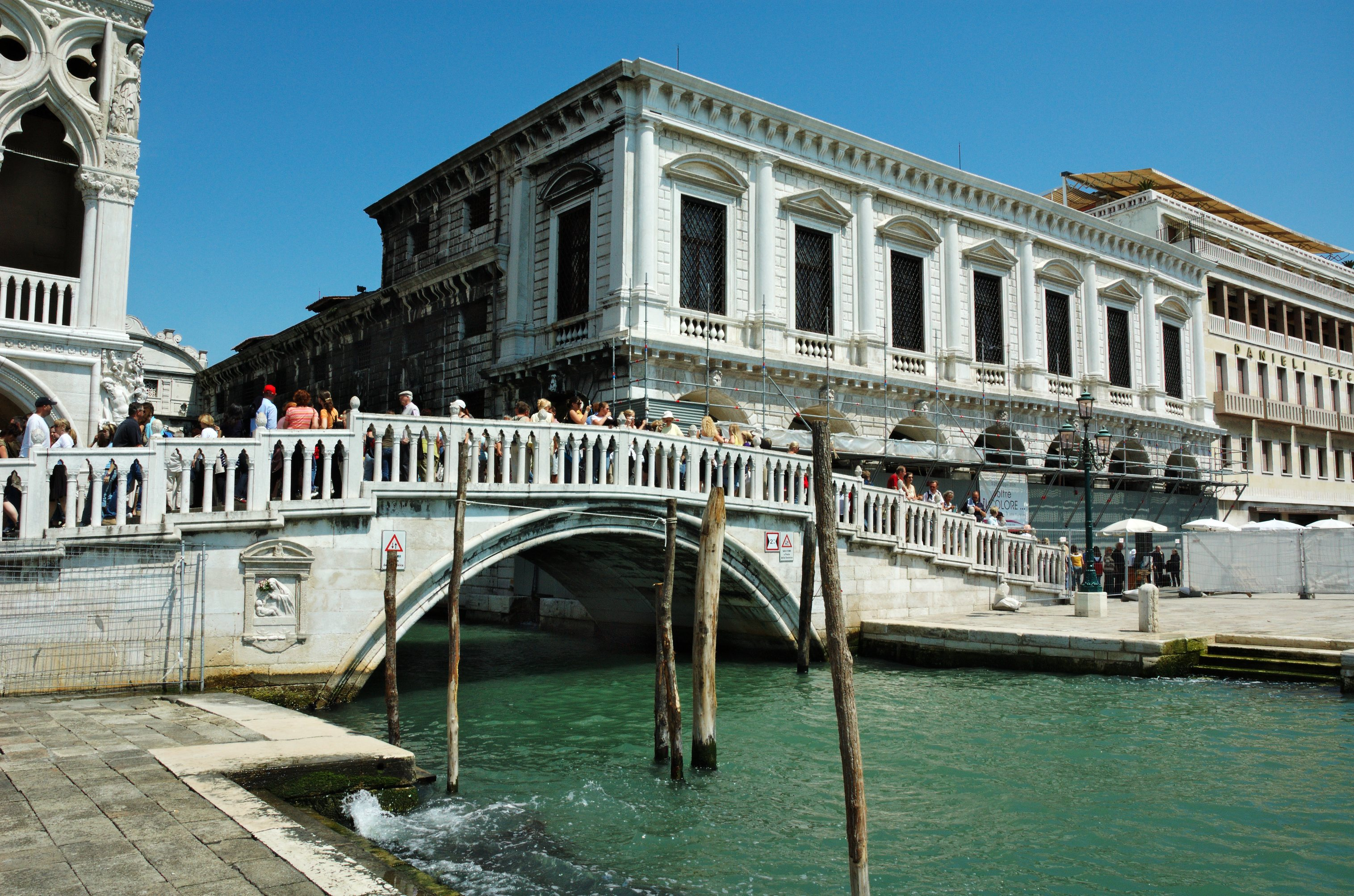
Ponte della Paglia

Die Ponte della Paglia ist eine Brücke in Venedig im Sestiere San Marco. Sie überspannt den Rio de Palazzo o de la Canonica und verbindet den Molo San Marco mit der Riva degli Schiavoni.
Ihren Namen verdankt sie den mit Stroh beladenen Booten, die hier festmachten und von deren Existenz man aus verschiedenen Gesetzen und Erlässen der Republik weiß.
Auf der Brücke herrscht an Tagen mit starker Touristenfrequenz ein derartiges Gedränge, dass die Brücke auch schon temporär gesperrt werden musste. Von der Ponte della Paglia hat man einen direkten Blick zur Seufzerbrücke. Die Brücke wurde zwischen 1840 und 1844 erneuert und in der Breite verdoppelt.